# Acerodon
Acerodon (Ацеродон) — рід рукокрилих, родини Криланових, Що об'єднує 5 видів тварин з лісів в Південно-Східній Азії. Вони тісно пов'язані з родом Pteropus.

## Морфологія
Морфометрія. Довжина голови й тіла: 178—290 мм, довжина передпліччя: 125—203 мм, вага: 720—1140 грам. Розкрив крил найбільшого виду, Acerodon jubatus 1.5—1.7 метра.
Опис. Забарвлення різноманітне. Чоло і з боків голови колір часто темно-коричневий або чорний, потилиця може бути помаранчева або золотисто-жовта, плечі, як правило, червонувато-коричневі або каштанові, а низ, як правило, темно-коричневий або чорний. Цей рід зовні нерозрізненний від Pteropus, але відрізняється стоматологічними особливостями.

## Поведінка
На Філіппінах сідала Acerodon були виявлені в заростях бамбука, листяних дерев і в болотистих лісах, як правило, на невеликих островах. Коли сонце сідає Acerodon починають залишати свої сідала, щоб зробити обліт території з плодовими деревами. Як правило, вони подорожують невеликими, тісними групами від двох до шести осіб. Якщо більш ніж один Acerodon приземлився на тому ж дереві їжі, буде галаслива склока, поки панівна особина не вижене інших. Самиці A. jubatus досягають статевої зрілості за 2 роки і народжують одне маля в травні й червні.

## Види
- Acerodon
  - Acerodon celebensis
  - Acerodon humilis
  - Acerodon jubatus
  - Acerodon leucotis
  - Acerodon mackloti